# De la désobéissance et autres essais
 De la désobéissance et autres essais   (Titre original: On Disobedience and Other Essays) est un recueil d'essais écrit par Erich Fromm publié pour la première fois en 1982. Il reprend les écrits des années 1960 de l'auteur (de 1960 à 1970 précisément) sur humanisme à l'heure de la guerre froide, sur la nécessité en politique intérieure de la désobéissance et de la lutte contre le consumérisme, notamment par l'instauration d'un minimum garanti, et en politique extérieure du pacifisme par le désarmement.

## Résumé

### 1. La désobéissance, problème psychologique et moral (1963)
La désobéissance est constitutive de l’humanité (Adam et Eve, Sisyphe). Au moment historique des autorités déclarées (de Luther au XIXème), une ambiance critique s’était instaurée, avec les mots d’ordre « Sapere audere / oser savoir » et « de omnibus dubitandum / il faut douter de tout ». Pourtant l’obéissance est devenue une vertu suprême dans nos sociétés organisées, qui attendent un individu docile.
L’obéissance autonome serait l’obéissance – justifiée – à son jugement, tandis que l’obéissance hétéronome serait l’obéissance à une puissance extérieure, assimilable au surmoi de la psychanalyse. L’obéissance à un autre est irrationnelle (cas emblématique d’Eichmann), malgré l’exception de l’obéissance rationnelle figurée dans la relation professeur – élève (où les 2 ont à gagner de la relation).

### 2. Application de la psychanalyse humaniste à la théorie de Marx (1965)
Marx avait une approche humaniste (libérer l’homme, par le travail). Selon lui, la base économique produit les idées et idéologies. Il faut rajouter un étage intermédiaire : « le caractère social sert d’intermédiaire entre la structure socio-économique d’une part, les idées et idéaux qui prévalent dans une société d’autre part ». Un exemple de ce caractère social est celui où la crise économique (base économique) plonge l’Allemagne dans les années 1920 : elle façonne une petite bourgeoisie en déclin (caractère social) qui va produire des idées propres : « L’absence de toute stimulation culturelle positive, le ressentiment envers leur situation (à la traîne des courants progressistes de leur société), la haine qu’ils éprouvent pour ceux qui ont détruit les images dont ils étaient autrefois si fiers, tout cela a créé un syndrome de caractère où se mêlent l’amour de la mort (nécrophilie), une fixation intense et perverse au sang et à la souillure, et un fort narcissisme de groupe (qui s’exprime par un nationalisme et un racisme extrêmes) » (idées et idéologies). 
Le caractère social du XXe siècle est principalement celui de l’homo consumens, « l’homme dont le but principal n’est pas initialement de posséder des choses, mais de consommer de plus en plus, et de compenser ainsi son vide intérieur, sa passivité, sa solitude et son anxiété ».
On peut réorienter la psychanalyse dans une perspective marxiste, et analyser ce caractère social avec la notion d’inconscient social. La peur de la castration (dans la psychanalyse freudienne) est remplacée comme pulsion fondamentale (dans cette psychanalyse marxiste) par la peur d’être ostracisé.

### 3. Prophètes et prêtres (1967)
Les prophètes (Bouddha, Christ, Socrate, Spinoza) sont des personnes qui vivent les idées qu’ils portent.
Les prêtres sont des suiveurs qui tentent de verbaliser le message de ces prophètes, mais qui, ce faisant, ôtent la dimension vitale de leurs enseignements. Ils trahissent ainsi souvent ce message : ainsi le clergé chrétien étale ostensiblement sa richesse soi-disant pour exalter la grandeur du message du Christ, alors que ce dernier est basé sur le dépouillement.
Les prophètes aujourd’hui sont Albert Einstein, Albert Schweitzer, Bertrand Russell. Ce dernier par exemple (dans Unpopular essays) confie ce rapport vital à son idée en ces termes : « L’amant, le poète et le mystique, écrivait-il dans The Scientific Outlook (1931), éprouvent une pleine satisfaction que celui qui recherche le pouvoir ne trouvera jamais, car ils peuvent retenir l’objet de leur amour, tandis que l’autre doit sans cesse s’engager dans quelque nouvelle manipulation pour ne pas souffrir d’un sentiment de vide. Quand je viendrai à mourir, je n’aurai pas l’impression d’avoir vécu en vain. J’ai vu la terre rougir au crépuscule, la rosée étinceler à l’aurore et la neige scintiller sous un soleil glacial ; j’ai senti l’odeur de la pluie après la sécheresse, et j’ai entendu l’Atlantique démonté battre le rivage de granit des Cornouailles ». Russell voit des choses évidentes, d’ordre vital (le danger de l’extermination humaine par la bombe atomique) et s’engage comme prophète à les faire voir, comme Unamuno qui traitait la pulsion de mort de « nécrophilie », notamment à l’adresse du général Millan Astray et du slogan fasciste « Viva la muerte ».

### 4. L’humanisme, en tant que philosophie globale de l’homme (1966)
Il y a un continuum de penseurs humanistes dans l’histoire de l’humanité : bouddhisme, puis judaïsme, puis christianisme, penseurs de la Renaissance (Érasme, Pic de la Mirandole, Postel), penseurs des Lumières du XVII au XIXème : Spinoza, Locke, Lessing, Goethe, Freud et Marx. Ce dernier résume cette lignée dans ses Manuscrits philosophiques : « L’être humain ne peut se considérer comme indépendant que s’il intègre son être divers d’une façon absolument globale, et c’est ainsi qu’il peut être un homme complet. ». Depuis une dizaine d’années, une renaissance de cet humanisme s’observe, que ce soit chez les catholiques (Teilhard de Chardin, Karl Rahner), les protestants (Albert Schweitzer) ou les communistes (Adam Schaff, Georg Lukacs). Ces penseurs divers ont un fond de compréhension réciproque, sont unis pour dénoncer les risques d’autodestruction de l’humanité. La plupart promeuvent une « personnalité productive, autoactivée dans le sens de Spinoza, de Goethe et de Marx ; elle est le contraire de l’homo consumens, l’éternel nourrisson, qui représente la structure de caractère moyenne dans la société industrielle actuelle »; il faut ainsi « stimuler l’homme pour qu’il cultive des désirs véritablement humains, c’est-à-dire les désirs d’un être humain en évolution, actif et pleinement vivant », et non réprimer ses désirs.

### 5. Pour la prédominance de l’homme (1960)
A l’est et à l’ouest, les deux camps revendiquent une réussite sociale, pourtant des défauts communs apparaissent : Une partie du pouvoir est passé à de grandes industries qui exercent une « bureaucratie industrielle ». Cela se fait de manière peu visible, car les cadres supérieurs agissent officiellement au nom des actionnaires. À côté de cela existent une bureaucratie gouvernementale et une bureaucratie militaire.
Les conséquences de cette bureaucratisation sont néfaste :
- L’homme ne participe plus des décisions collectives et le vote n’est plus qu’un acte de consentement : « Lorsque l’administration bureaucratique des individus s’est organisée, le processus démocratique s’est changé en rituel. Qu’il s’agisse d’une réunion des actionnaires d’une grande entreprise, d’une élection politique ou d’un meeting syndical, l’individu a pratiquement perdu toute possibilité d’intervenir dans les débats et de participer activement aux prises de décision. »
- La notion de « progrès » (quantifiable, matériel) a éclipsé la notion bien plus large de « perfectibilité » (morale, spirituelle et matérielle). Elle a enfanté la figure du consommateur, « éternel nourrisson, dont l’unique désir est de consommer davantage et mieux ».

Il y a donc une aliénation de l’homme du XXe siècle, « Le capitalisme place les choses (le capital) au-dessus de la vie (le travail) », la recherche du profit a remplacé la prise en compte des besoins essentiels (pas seulement matériels) de l’homme. Du côté socialiste, le matérialisme a également prédominé, le socialisme ne faisant qu’imiter la logique capitaliste pour y insérer à une meilleure place, mais le résultat en est une bureaucratisation forte, et une classe dirigeante encore plus coupée des classes populaires. Finalement « Ils organisent les masses dans un système centralisé, dans des usines géantes, dans des partis politiques démesurés. Si les deux systèmes continuent sur leur lancée, l’homme de la masse, l’homme aliéné – un homme robot bien nourri, bien habillé, bien diverti, gouverné par des bureaucrates qui ne voient pas plus loin que lui – remplacera l’homme créatif, l’homme qui pense et qui sent. Les choses auront la priorité, et l’homme sera mort ; il parlera de la liberté et de l’individualité, mais il ne sera rien ».

### 6. Pour un socialisme humaniste (1960)
Le texte est un manifeste pour un « socialisme humaniste ». L’homme est premier dans cette perspective : « La valeur suprême de toute disposition sociale et économique est l’homme ; le but de la société est d’offrir à l’homme le plein développement de ses possibilités, de sa raison, de son amour, de sa créativité ; toutes les dispositions sociales doivent permettre de surmonter l’aliénation et l’infirmité de l’homme et de le rendre capable d’affirmer son individualité et d’être véritablement libre ». 
Et cela subordonne tous les outils du socialisme : ainsi, « s’il faut choisir entre, d’une part, une production accrue, et, d’autre part, plus de liberté et de progrès humain, c’est l’humain qui doit être préféré à la valeur matérielle ». Ce socialisme ne doit pas favoriser à l’inverse le consumérisme. 
Il doit contrôler les bureaucraties des grandes industries pour qu’elles ne soient pas dédiées à des buts seulement économiques ; les « buts sociaux » des grandes entreprises doivent être explicités et 25% des voix au CA devraient revenir aux ouvriers ; les petites entreprises, notamment sous forme de coopératives, doivent être encouragées. 
Il doit être décentralisé dans son organisation, éventuellement permettre avec les nouveaux moyens d’information et de communications des centaines de milliers de groupes de concertation et un « parlement municipal ».
Il ne pas essayer de faire pression sur les autres républiques socialistes sœurs. Souverainetés nationales et forces armées seraient abolies.
Il doit permettre un revenu universel : « la société doit garantir à tous, à titre gratuit, un minimum vital – alimentation, logement, habillement. Les individus qui aspirent à un confort matériel supérieur devront travailler pour se le procurer ; mais le minimum étant garanti, personne ne détiendra un pouvoir sur autrui sur la base d’une coercition matérielle directe ou indirecte. »
En éducation, par un mélange de connaissances intellectuelles, manuelles et artistiques, la créativité de l’enfant doit être encadrée par une « autorité rationnelle ». L’éducation doit se faire tout au long de la vie.
Le SP-SDF (Parti socialiste – Fédération sociale démocratique) des Etats-Unis doit être un exemple en acte de socialisme et ne pas utiliser les techniques de manipulation des masses, cette « suggestion hypnoïde » utilisée par les marchands et les dictateurs. Il doit devenir « un foyer spirituel et social pour tous ses membres, unis dans l’esprit du réalisme et du bon sens humaniste ». 15 points de programmes détaillés sont donnés dans le texte. 

### 7. Aspects psychologiques de la garantie des ressources (1966)
Le « minimum garanti » permettrait de libérer l’homme des pressions sur les personnes jugées improductives (« Celui qui ne travaille pas ne mangera pas »).  Il correspond à un droit universel à vivre. Il permettrait à l’homme de se tourner vers les problèmes non plus matériels, mais spirtituels et religieux : « ou bien il pourra affronter sérieusement ces problèmes, ou bien l’ennui direct, ou plus ou moins compensé, le rendra à moitié fou ». Et de se tourner vers une activité créatrice après une possible période boulimique ou asthénique car « l’homme, par nature, n’est pas paresseux et qu’au contraire il souffre de l’inactivité ». Le risque de la paresse  est lié à l’ennui, trait typique de l’homme moderne aliéné et au côté passif de la consommation, destinée à compenser la dépression de l’ennui.
Il est à noter que les classes aisées, vivant dans l’avidité propre à l’homo consumens (achats compulsifs, peur de perdre un haut poste, etc) ne bénéficieront pas de ce levier du minimum garanti. Plus généralement, la mise en place du minimum garanti ne pourra pas profiter à la population si les modèles de production et de consommation via la publicité ne sont pas changés.
Une variation du minimum garanti serait la fourniture gratuite des denrées de première nécessité : par exemple le pain, le lait, des légumes, un minimum d’habillement etc. Mais là aussi, le changement ne peut se faire sans réforme profonde : « Le danger qu’un État qui nourrit tout le monde puisse devenir une déesse mère de nature dictatoriale ne peut être évité que par un accroissement simultané, radical, du processus démocratique dans tous les domaines de l’activité sociale. »

### 8.  Plaidoyer pour un désarmement unilatéral (1960)
Le texte est une défense et illustration du désarmement unilatéral tel qu’il est développé par Charles Osgood. L’idée est pour un Etat de procéder à un désarmement ostensible pour inciter l’Etat adversaire à faire de même. La méthode paraît radicale alors, mais « le fait de réfléchir dans le cadre d’une position radicale (bien que pratiquement inacceptable) contribue à rompre la barrière de pensée qui nous empêche de sortir du cercle vicieux extrêmement dangereux qui consiste à rechercher la paix par des menaces et des contre-menaces ». De fait, la tradition des penseurs pacifiques - Victor Gollancz, Lewis Mumford, Bertrand Russell, Stephen King-Hall et C.W. Mills - s’est toujours posée en barrière à une raison d’Etat pouvant perdre le sens de l’humain, et de ce point de vue du rationnel : « considérer la possibilité de la destruction de 30, 60 ou 90 % de sa propre population et de celle de l’ennemi comme une conséquence acceptable (quoique indésirable, bien sûr) de la politique menée, a en effet quelque chose de pathologique ». Il est probable que l’humanité survivante retournerait à un état régressif, hostile à la liberté, la vie et l’amour après avoir intégré à son histoire la survenue d’une catastrophe thermonucléaire.
Si donc les Etats-Unis se lancent dans un désarmement unilatéral, l’URSS ne devrait pas en profiter : le besoin de conquêtes de nouveaux marchés par de nouvelles conquêtes est passé, et le communisme révolutionnaire trostkyste a laissé la place au communisme dans un Etat. Le communisme soviétique n’a d’ailleurs plus rien de communiste, c’est un « système de capitalisme d’État fondé sur des méthodes impitoyables de planification et de centralisation économiques », qui a joint à la pression économique sur l’humain la pression politique. 
Du point de vue psychologique, l’obsession actuelle de prendre en compte tout ce qui est possible chez l’adversaire, plutôt que de se concentrer sur le probable, vire à l’obsession paranoïde et ne doit pas être encouragée. Ainsi prendre en compte la possibilité du pire chez l’adversaire a des effets contre-productifs : « Les partisans de la « sécurité par l’armement » nous accusent parfois de tracer un tableau irréaliste et par trop optimiste de la nature de l’homme. Ils nous rappellent que « l’homme est un être pervers qui a des aspects sombres, illogiques, irrationnels» (Peter B. Young) . Ils vont jusqu’à dire que « le paradoxe de la dissuasion nucléaire est une variante du paradoxe fondamental des chrétiens : pour vivre, nous devons être prêts à tuer et à mourir » (idem) ». Or il ne saurait y avoir une dissension aussi fondamentale entre la fin – la paix – et les moyens – la terreur au risque de l’anihilation.

### 9. Pour une théorie et une stratégie de la paix (1970)
Deux définitions de la paix existent : l’une négative, c’est l’absence de guerre ; l’autre est positive et se rapproche du terme shalom et se définit comme « état d’harmonie fraternelle entre tous les hommes ».  La première est la plus utilisée et préside aux grandes constructions politiques (Etat universel de Dante, Wilsonisme, ONU) et économiques (libre-échangisme ou au contraire « Etat commercial fermé » de Fichte). La deuxième se retrouve dans le messianisme juif ou chrétien, ou encore chez Marx. 
Il y aurait trois sortes de destructivité chez l’homme :
- La destructivité réactionnelle. L’idée d’agressivité innée, qu’on retrouve chez Freud ou encore chez Lorenz. Ce dernier, dans Das Sogenannte Böse (1963), part du règne animal et constate cet instinct de détruire lorsque les intérêts vitaux (progéniture, territoire etc) sont en jeu. Pourtant, si on élargit la notion au règne humain, force est de constater que son agressivité réactionnelle est bien plus forte. La raison en est que ses intérêts vitaux sont considérablement élargis par des symboles auxquels l’homme s’identifie et des idoles qu’il considère comme sacrées (religion, Etat, nation, race, liberté, socialisme, démocratie etc).
- La destructivité sadique : c’est chez ceux qui sont éloignés d’une vie active et créatrice, la volonté d’avoir un sentiment de toute puissance par la destruction.
- La destructivité nécrophile, exemplifiée par le cri de Millan Astray : « Viva la muerte ! ou par le manifeste futuriste de Marinetti. Elle est pathologique plutôt que biologiquement normale, à la différence de l’ « instinct de mort » de Freud.

Cette agressivité est légèrement exacerbée par le mode de vie des sociétés industrielles et de consommation.
Pour chercher la paix, 2 lignes de conduite sont nécessaires : 1) ne pas chercher à infliger des revers à son adversaire même à travers une politique pacifiste (cas de la guerre froide) 2) rechercher l’adhésion des masses.

### Éditions
L'essai est traduit de l'anglais par Théo Carlier, Paris, Robert Laffont, coll. « Réponse. Santé », 1982, 176 p.  et contient les articles suivants:
- Disobedience as a Psychological and Moral Problem, publié initialement in Clara Urquhart, A Matter of Life, Londres, Jonathan Cape, cop. 1963
- Le Cœur de l'homme, sa propension au bien et au mal, traduit de l'anglais par Sylvie Laroche, Paris, Payot, coll. « Petite Bibliothèque Payot », 1964  (ISBN 2-2288-9576-8)
- The Application of Humanist Psychoanalysis to Marx's Theory, publié initialement in Socialist Humanism : an International Symposium, New York, Doubleday, cop. 1965
- Prophets and Priests, initialement publié in Ralph Schoenmann, Bertrand Russell, Philosopher of the Century, cop. 1967
- Humanism as a Global Philosophy of Man, publié initialement sous le titre A Global Philosophy of Man in The Humanist, Yellow spring, Ohio, 1966, cop. 1965
- Let Man Prevail et Humanist Socialism, initialement publiés in Let Man Prevail : a Socialist Manifesto and Program, New York, cop. 1960
- The Psychological Aspects of the Guaranteed Income, initialement publié in R. Theobald, The Guaranteed Income, New York, Doubleday and C°, cop. 1966
- The case for unilateral disarmement, publié initialement in Daedalus, cop. 1960
- Zur Theorie und Strategie des Friedens, publié initialement in Friede im nuklearen Zeitalter. Eine Kontroverse zwischen Realiste, und Utopisten, 4 Salzburger, Humanismusgespräch, éd. à Munich, cop. 1970